# Director de imagine
Directorul de imagine este responsabilul cu cinematografia în realizarea unui film artistic. Într-un sens mai larg, directorul de imagine este cel care decide aranjarea luminilor la teatru sau la o emisiune de televiziune în studio, la un concert, la un spectacol de modă sau la o expoziție.
În sarcina directorului de imagine al unui film intră tot ce înseamnă vizualul acestui film, de la mișcarea camerei, designul luminii și al culorii, expunerea, încadrarea, relația cu scenografia și intervențiile asupra peliculei în perioada de post-producție.